# Niclas Suell
Nicolaes "Niclas" Suell, född 7 januari 1720 i Malmö, död där 19 november 1760, var en svensk företagare.
Niclas Suell var son till Frans Suell den äldre. Han sändes vid nio års ålder till Lunds universitet. Sin första handelsutbildning erhöll han i faderns firma under ferierna. Efter avslutade studier i Lund var Suell kontorist vid olika firmor i Tyskland, England och Frankrike. 1742 återvände han till Malmö och erhöll plats på faderns kontor, men redan samma år vann han burskap som handlare och satte upp egen affär, som han drev i sex år. Efter faderns död 1748 blev Suell tillsammans med sin äldre bror Ernst Suell delägare i Frantz Suells mångskiftande affärer, och sedan brodern avlidit 1750 var Niclas ensam firmans chef. Företagets läge var vid denna tid kritiskt, främst på grund av faderns alltför stora investeringar i fastighetsaffärer och industriföretag. Suell lyckades dock efterhand reda upp affärerna. Han sålde ett stort antal fastigheter och använde kontanterna för att ytterligare utvidga firmans industriföretag, främst tobaksfabriken, Limhamns kalkbruk och Lomma tegelbruk. Även handels- och rederirörelsen lämnade under Niclas Suells ledning stort utbyte, och vid hans död var Suellska firman Malmös främsta. Suell blev i Malmö 1746 bisittare i kämnärsrätten och skattesättningsman samt 1744 ledamot av stadens äldste. 1754 valdes han enhälligt till förman för stadens äldste och samma år till förman för handelssocieteten. På grund av sjukdom avsade han sig 1758 alla förtroendeuppdrag.